# Arnulf
Arnulf ist ein männlicher Vorname. 

## Herkunft und Bedeutung
Für die erste Silbe althochdeutsch arn- → Adler (siehe Arn) 
Für die zweite Silbe entweder -ulf → Wolf oder abgewandelt Form von „-old“ (siehe Arnold)
Für folgende Personen ist die Namensgleichheit von Arnulf und Arnold belegt:
- Arnulf=Arnoul=Arnold, Bischof von Metz (um 580 – 641, siehe Arnulf von Metz)
- Arnulf=Arnold I. der Ältere von Flandern (um 899 – 964) und seine Nachkommen, siehe Arnulf I. (Flandern)
- Arnolf=Arnulf=Arnold, Graf von Chiny und Bischof von Halberstadt († 1106)
- Arnold=Arnulf I., Graf von Scheyern und Dachau (* um 1060/65, † vor 1123) und seine Nachkommen

## Namenstag
Namenstage in Kalendern: 16. Juni, 18. Juli (auch Ulf, Arne), 15. August

Gedenktage:
- Arnulf von Metz: 18. Juli
- Arnulf von Soissons: 15. August

## Varianten
- Ulf
- Arnolf
- Arnolfo (italienisch)
- Arnulfo
- Arnulphe (französisch)
- Arild (dänisch)
- Anno, Arnd, Arndt
- Arne, Arnel, Arnell, Arness
- Arnie, Arniko, Arno
- Arnot, Erken, Nolde, Nöldeke
- Noll, Nolte, Onno, Ono, Ontje
- Arnúlfur
- Ørnulf
- Арнульф

## Namensträger

### Herrscher

#### Arnulf
- Arnulf (Arnulfinger) (um 695–723), Herzog in Neustrien (vor 715)
- Arnulf von Kärnten, fränkisch-römischer Kaiser (896–899), siehe Arnolf von Kärnten
- Arnulf (Holland), Graf (-993)
- Arnulf von Beauvais (um 1040–1124)
- Arnulf de Montgomery, normannischer Adliger (um 1068–1118)
- Arnulf von Loon (1126–1135), Graf
- Arnulf von Walecourt (* um 1145; † 1218), Vogt von Merzig und adliger Burgherr auf Burg Montclair
- Arnulf von Bayern (1852–1907), Prinz, 3. Sohn des Prinzregenten Luitpold, Feldmarschall

#### Arnulf I.
- 907–937 Arnulf I. der Böse, Herzog von Bayern, Stammvater der bayrischen Arnulfinger
- 918–964 Arnulf I., Graf von Flandern
- 1070–1071 Arnulf I. der Unglückliche, Graf von Hennegau
- Arnulf I. (Cambrai), Graf

#### Arnulf II.
- Arnulf II. (Bayern), Pfalzgraf von Bayern
- 964–988 Arnulf II. (Flandern), Graf von Flandern
- Arnulf II. (Boulogne), Graf
- Arnulf II. (Cambrai), Graf

#### Arnulf III.
- Arnulf III. (Flandern), Graf von Flandern ist Arnulf I. der Unglückliche, Graf von Hennegau

### Kleriker
- Arnulf von Metz (um 580–641), Bischof von Metz, Heiliger, Stammvater der Arnulfinger bzw. Karolinger
- Arnulf von Reims († 1021), Erzbischof von Reims
- Arnulf von Halberstadt, 996–1023 Bischof von Halberstadt
- Arnulf von Soissons (um 1040–1087), Heiliger der römisch-katholischen Kirche, Benediktiner und Bischof von Soissons
- Arnulf von Chocques († 1118), Patriarch von Jerusalem
- Arnulf von Lisieux († 1184), französischer Bischof
- Arnulf von Löwen (um 1200–1250), ab 1240 Abt von Villers-la-Ville
- Arnulf I. von Mailand († 974), Erzbischof
- Arnulf II. von Mailand (auch: Arnolfo da Arsago; † 1018), Erzbischof
- Arnulf III. von Mailand (auch: Arnolfo di Porta Argentea; † 1097), Erzbischof

- Arnulphe de Cornibout († 1228), französischer Zisterzienser, Heiliger

### Sonstige
- Arnulf von Mailand († nach 1077), Mailänder Chronist

- Arnulf Baring (1932–2019), deutscher Jurist, Publizist, Politikwissenschaftler, Zeithistoriker und Autor
- Arnulf Baumann (1932–2022), bessarabiendeutscher Pastor
- Arnulf Blasig (1913–1998), deutscher Pilot
- Arnulf Borsche (1928–2011), hessischer Landtagsabgeordneter (CDU)
- Arnulf Heimhofer (1930–2020), deutscher Kunstmaler
- Arnulf Herbst (* 1943), deutscher Kunsthistoriker
- Arnulf Herrmann (* 1968), deutscher Komponist
- Arnulf Jentzen (* 1983), deutscher Mathematiker und Hochschullehrer
- Arnulf Klett (1905–1974), Oberbürgermeister von Stuttgart
- Arnulf Krause (* 1955), deutscher germanistischer und skandinavistischer Mediävist
- Arnulf Kuschke (1912–1995), deutscher evangelischer Theologe und Biblischer Archäologe
- Arnulf Liebing (1927–2009), deutscher Antiquar, Autor und Programmierer
- Arnulf Lüchinger (* 1941), schweizerisch-niederländischer Architekt, Autor und Herausgeber
- Arnulf Meffle (* 1957), deutscher Handballspieler
- Arnulf Melzer (* 1947), deutscher Biologe mit dem Fachgebiet Limnologie
- Arnulf Neuwirth (1912–2012), österreichischer Künstler
- Arnulf Øverland (1889–1968), norwegischer Dichter
- Arnulf Pahlitzsch (1933–2013), deutscher Fußballspieler
- Arnulf Pilhatsch (1925–2000) war ein österreichischer Hochspringer, Zehnkämpfer, Dreispringer, Basketballspieler und Rallyefahrer
- Arnulf Ploder (1955–2021), österreichischer Schriftsteller und Lehrer
- Arnulf Priem (* 1948), ehemaliger deutscher Rechtsextremist
- Arnulf Quadt (* 1969), deutscher Teilchenphysiker, Mitentdecker des Higgs-Bosons
- Arnulf Rainer (* 1929), österreichischer Maler
- Arnulf Rating (* 1951), deutscher Kabarettist
- Arnulf Rohsmann (1952–2024), österreichischer Kunsthistoriker und Ausstellungskurator
- Arnulf Rüssel (1902–1978), deutscher Psychologe und Hochschullehrer
- Arnulf Schelcher (1886–1966), deutscher Architekt des Neuen Bauens
- Arnulf von Scheliha (* 1961), deutscher evangelischer Theologe und Hochschullehrer
- Arnulf Schlüter (Astrophysiker) (1922–2011), deutscher Astrophysiker
- Arnulf Schlüter (Ägyptologe) (* 1978), deutscher Ägyptologe
- Arnulf Schröder (1903–1960), deutscher Schauspieler und Regisseur
- Arnulf Schumacher (* 1940), deutscher Schauspieler
- Arnulf Stefenelli (1938–2002), österreichischer Romanist und Sprachwissenschaftler
- Arnulf Erich Stegmann (1912–1984), Gründer und Erster Präsident der Vereinigung der Mund- und Fußmalenden Künstler
- Arnulf Stenzl (* 1955), österreichischer Urologe und Professor
- Arnulf Thiede (* 1942), deutscher Chirurg und Hochschullehrer
- Arnulf Wallner (1936–1975), deutscher Maler und Grafiker
- Arnulf Wenning (* 1957), deutscher Sänger und Entertainer
- Arnulf Zitelmann (1929–2023), deutscher Schriftsteller
- Arnulf Zweig (1930–2016), US-amerikanischer Philosoph deutscher Herkunft

Varianten:
- Arnolfo di Cambio, auch Arnolfo di Lapo (1240/45–1302/10), italienischer Bildhauer und Architekt
- Arnulfo Arias (1901–1988), dreimaliger Präsident Panamas
- Arnulfo Pozo (* 1945), ecuadorianischer Radrennfahrer
- Arnulphe d’Aumont (1721–1800), französischer Mediziner und Enzyklopädist